# راک استودیوز

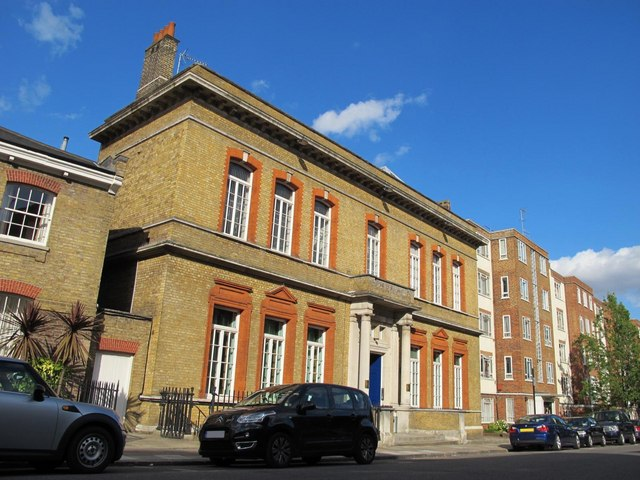
راک استودیوز

راک استودیو (به انگلیسی: RAK Studios) یک مجموعه استودیوی ضبط موسیقی و ساختمان مسکونی در نزدیکی پارک ریجنت در مرکز لندن است که توسط راک رکوردز اداره می‌شود. این شرکت در سال ۱۹۷۶ توسط تهیه کننده انگلیسی میکی ماست تأسیس شد.